# The Owl and the Pussycat (bande originale)
Pour le poème d'Edward Lear, voir The Owl and the Pussycat.
Bandes originales par Barbra Streisand
On a Clear Day You Can See Forever
(1970) The Way We Were: Original Soundtrack Recording
(1971)
The Owl and the Pussycat est la bande originale du film de 1970 La Chouette et le Pussycat. Sorti sous le label Columbia Records le 19 décembre 1970, l'album contient des dialogues de Barbra Streisand et George Segal extraits du film sur une musique interprétée par le groupe américain Blood, Sweat and Tears. Les cinq titres de l'album ont tous été écrits par Buck Henry et produit par Thomas Z. Shepard. Blood, Sweat and Tears produira une version instrumentale de ces pistes dans leur compilation de 2013 Rare, Rarer & Rarest. The Owl and the Pussycat sort également sous les formats cartouche 8-piste et cassette en 1970, mais ne contient que quatre chansons au lieu de cinq pour la cartouche 8-pistes.
Les musiques de la bande originale sont influencées par les musiques rock et big band. The Owl and the Pussycat est critiquée pour avoir inclus des extraits de Streisand parlant plutôt que chantant. Cependant, des critiques estiment que la musique se fond parfaitement avec les dialogues. Commercialement, l'album fait son entrée uniquement dans les classements des États-Unis et du Canada. Il culmine à la 186e place du Billboard 200, devenant le plus mauvais résultat de Streisand dans ce classement, tout en permettant à Segal de faire sa meilleure percée.

## Genèse et chansons
La Chouette et le Pussycat sort sur grand écran le 3 novembre 1970. La bande originale qui accompagne le film est publiée au format vinyle et cartouche 8-pistes le 19 décembre de la même année, par le biais de Columbia Records, avec cinq pistes contenant des dialogues extrait du film et interprétés par les membres du casting, Barbra Streisand et George Segal, sur une musique du groupe new-yorkais Blood, Sweat & Tears,. La partie instrumentale est enregistrée rapidement lors d'une tournée de Blood, Sweat & Tears, peu de temps avant que le chanteur, David Clayton-Thomas, ne quitte le groupe. Clayton-Thomas, le premier crédité sur la bande originale, considère le travail comme étant difficile car il fut chargé de placer la musique sur les dialogues préexistants. Clayton-Thomas précise : « Quelqu'un aurait dû m'expliquer ce qui peut arriver lorsque vous faites la musique d'un film. Une fois que le film est terminé, la production peut faire ce qu'elle veut avec la musique. » L'instrumentation des pistes est corrélée avec les différentes scènes dans le film et est principalement d'influence rock.
La création de la bande originale est dirigée par Richard Halligan, qui a composé et arrangé les pistes. Le scénariste Buck Henry est crédité de l'écriture des cinq titres de l'album tandis que Thomas Z. Shepard est crédité comme producteur unique de l'album. Plutôt que les cinq chansons individuelles, l'édition cartouche 8-pistes de The Owl and the Pussycat comporte quatre parties consécutives d'une unique piste appelée Highlights from Buck Henry's Hilarious Screenplay. Le 2 juillet 2013, le Blood, Sweat & Tears publie une compilation intitulée Rare, Rarer & Ratest, comprenant les cinq pistes de The Owl and the Pussycat dans leur version d'origine, en instrumentale uniquement.

## Accueil
La critique met en avant l'absence de chants de la part de Streisand. William Ruhlmann sur AllMusic attribue une note de 1,5 étoile sur 5 à The Owl and the Pussycat. Il suggère que la bande originale a rencontré le moins de succès pour Streisand parce que les chansons de cet album mettent en avant des dialogues de « querelles sans fin » au lieu de réellement utiliser les capacités vocales de la chanteuse. La rédaction du magazine Billboard notes l'influence du rock et des big band sur le style de la musique, expliquant que « la musique que l'on entend [...] s'inscrit assez bien dans le dialogue » et conclut : « le dialogue lui-même passe de l’absurdement sublime au simplement ridicule ».
Aux États-Unis, l'album débute à la dernière place du Billboard 200, le 6 février 1971. Le 13 mars, il réussit à atteindre la 186e place, devenant le plus mauvais classement de Streisand sur l'ensemble de sa carrière, devant A Christmas Album sorti en 1967 et On a Clear Day You Can See Forever sorti en juillet 1970, qui avait atteint la 108e position. Cependant, la bande originale permet à Segal d'obtenir sa plus haute place dans le classement, record précédemment détenu par The Yama Yama Man, qui culmina à la 199e place en septembre 1967. Au Canada, The Owl and the Pussycat entre à la 85e place du classement Top Album du magazine RPM au cours de la semaine du 16 janvier 1971. L'album réussit finalement à atteindre la 74e place la semaine du 30 janvier 1971.

## Pistes de l'album
| 1. | The Confrontation | 11:18 |
| 2. | The Warmup        | 9:55  |
| 3. | The Seduction     | 4:01  |
| 4. | The Morning After | 11:05 |
| 5. | The Reunion       | 10:22 |

| 1. | Highlights from Buck Henry's Hilarious Screenplay (Part 1) | 11:36 |
| 2. | Highlights from Buck Henry's Hilarious Screenplay (Part 2) | 11:36 |
| 3. | Highlights from Buck Henry's Hilarious Screenplay (Part 3) | 11:36 |
| 4. | Highlights from Buck Henry's Hilarious Screenplay (Part 4) | 11:36 |

## Crédits
Crédits adaptées à partir des notes d'accompagnement de La Chouette et le Pussycat.
| - Barbra Streisand : dialogue - George Segal : dialogue - Blood, Sweat & Tears : musique - Richard Halligan : compositeur, arrangeur - Buck Henry : parolier | - Al Hirschfield : illustrations - Arthur Kendy : ingénieur du son - Steve Schiffman : liner notes - Thomas Z. Shepard : producteur |

## Classements hebdomadaires
| Classements (1971)         | Meilleure position |
| -------------------------- | ------------------ |
| Canada (RPM Top Album)     | 74                 |
| États-Unis (Billboard 200) | 186                |